# Замок Штрюнкеде
Замок Штрюнкеде (нем. Schloss Strünkede) — замок на воде, расположенный посреди обширного придворцового парка в районе Баукау города Херне. До конца XVIII века являлся родовой резиденцией баронов Штрюнкеде; с 1938 года в здании располагается музей истории и культуры города. Кроме того, помещения замка используются местными жителями для свадебных церемоний. В 1932 году в том же парке был построен и местный стадион.